# غريغوري الرابع
غريغوري الرابع (باللاتينية: Gregorius IV)‏ وهو بابا الكنيسة الكاثوليكية في روما من أكتوبر 827 إلى وفاته في 844، كان له تدخلات لإيقاف المشاكل بين الإمبراطور لويس الأول وأبنائه وكان له دور في تشكيل الإمبراطورية الكارولنجية في سنة 843 وقد ولد هذا البابا في سنة 795 في مدينة روما في الدولة البابوية، أختير كاردينالاً في سنة 827 قبل وفاة البابا فالنتين بفترة قليلة وعمرهُ 33 سنة فقط وتوفي في سنة 844 وعمره 51 في مدينة روما وخلفه سيرجيوس الثاني.